# 1268

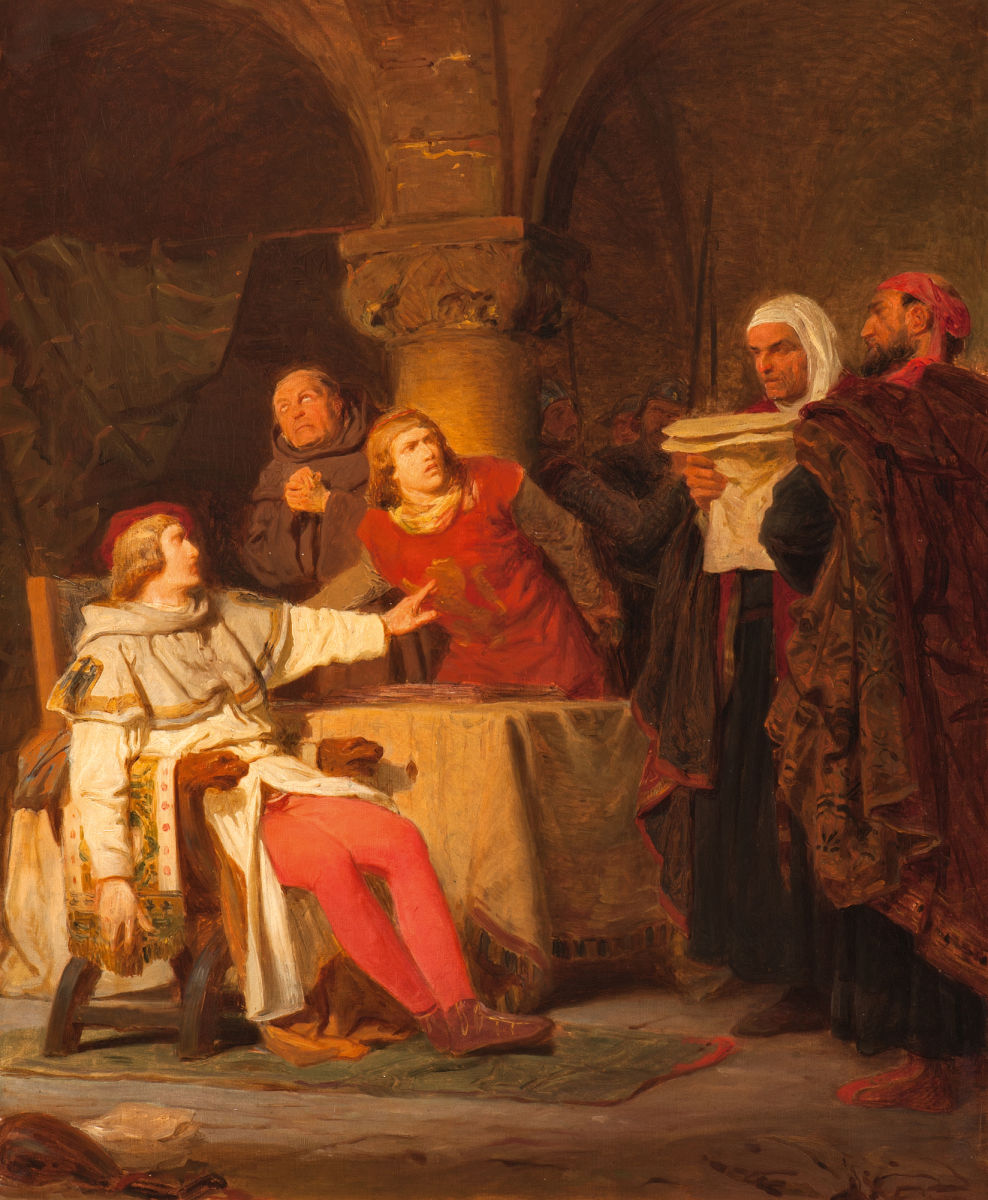
Konradijn en Frederik van Baden vernemen dat ze ter dood zullen worden gebracht

Het jaar 1268 is het 68e jaar in de 13e eeuw volgens de christelijke jaartelling.

## Gebeurtenissen
mei
- 18 - Beleg van Antiochië: De stad Antiochië valt voor de mamelukken onder Baibars. Einde van het Vorstendom Antiochië.
  - Vorst Bohemund VI trekt zich terug naar het graafschap Tripoli.
  - Het Latijns patriarchaat van Antiochië wordt titulair.

augustus
- 23 - Slag bij Tagliacozzo: De Ghibelijnen, geleid door Konradijn, titulair koning van Sicilië en Jeruzalem vallen de stad Rome aan, en het komt tot een veldslag tegen Karel van Anjou. Konradijn lijkt aanvankelijk aan de winnende hand, maar daarna wordt zijn leger vernietigd, en moet hij terugvluchten naar Rome.

oktober
- 12 - Het Klooster van Neuzelle wordt door markgraaf Hendrik III van Meißen opgericht ter nagedachtenis van zijn twee dagen eerder overleden vrouw Agnes. Doel van het klooster is het gebied tussen de Oder en de Schlaube voor het christendom te ontsluiten en het economisch te ontwikkelen.
- oktober - Konradijn wordt door Karel gevangengenomen en de volgende dag onthoofd. Met de dood van Konradijn sterft het Huis Hohenstaufen uit. Het Hertogdom Zwaben valt uiteen.

zonder datum
- Roger Bacon schrijft zijn Opus tertium
- Ferdinand de la Cerda, kroonprins van Castilië, trouwt met Blanche van Frankrijk.
- oudst bekende vermelding: Lubań, Roosendaal
- oudste vermelding van het carnaval van Venetië

## Kunst en literatuur
- Andrea da Grosseto vertaalt de Morele Verhandelingen van Albertano da Brescia van het Latijn naar het Italiaans. Hij geldt wel als de eerste Italiaanstalige schrijver.

## Opvolging
- Chiny - Arnold IV van Loon opgevolgd door zijn zoon Lodewijk V
- Jeruzalem - Konradijn opgevolgd door Hugo III van Cyprus
- Savoye - Peter II opgevolgd door zijn broer Filips I
- Venetië (doge) - Renier Zen opgevolgd door Lorenzo Tiepolo

## Afbeeldingen

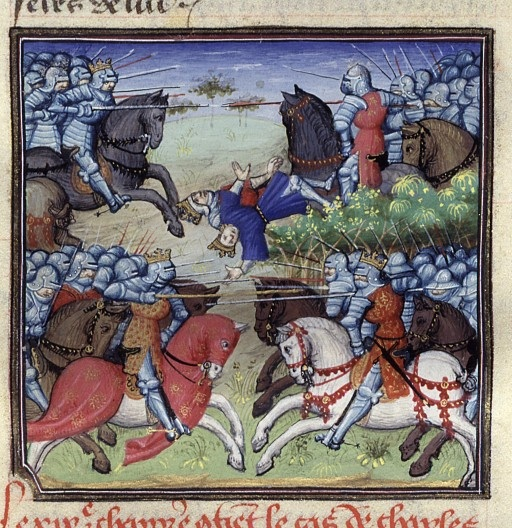
Slag bij Tagliacozzo
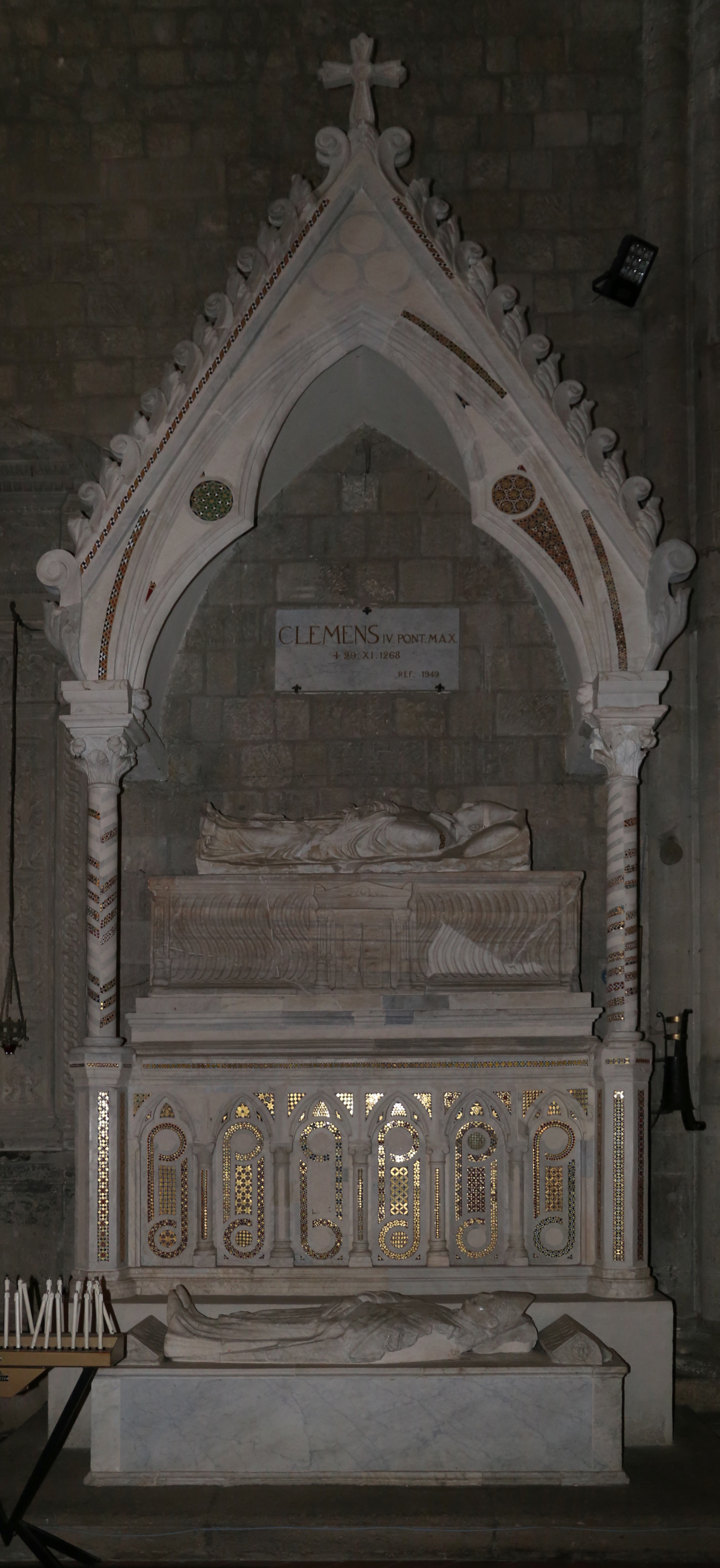
Graf van paus Clemens IV

## Geboren
- Erik II, koning van Noorwegen (1280-1299)
- Filips IV, koning van Frankrijk (1285-1314)
- Rakshita, Tibetaans geestelijke
- Song Duanzong, keizer van Zuid-China (1276-1278)
- Agnes van Montepulciano, Italiaans kloosterlinge (jaartal bij benadering)
- Clara van Montefalco, Italiaans mystica (jaartal bij benadering)
- Hesso, markgraaf van Baden-Baden (jaartal bij benadering)

## Overleden
- 15 mei - Peter II (~64), graaf van Savoye
- 8 april - Johan III van Brandenburg (~23), markgraaf van Brandenburg-Salzwedel
- 29 augustus - Beatrijs van Nazareth (~68), Brabants mystica, schrijfster en priorin
- 15 oktober - Dirk II van Valkenburg (~57), Duits edelman
- 29 oktober - Frederik I van Baden (~19), markgraaf van Baden-Baden
- 29 oktober - Konradijn (16), koning van Sicilië (1254-1258), titulair koning van Jeruzalem (1254-1268)
- 29 november - Clemens IV, paus (1265-1268)
- 9 december - Vaišvilkas, grootvorst van Litouwen (1264-1267)
- 30 december - Gertrud van Silezië, Pools edelvrouw en abdis
- Salomea van Polen (~56), Pools prinses
- Hendrik V van Schoten, Brabants edelman (jaartal bij benadering)